# Andy Summers
Andrew James Summers (Poulton-le-Fylde (Lancashire, Engeland), 31 december 1942) is een Brits musicus en componist.
Hij heeft zijn bekendheid vooral te danken aan de Engelse band The Police. Het instrument waar hij het meest vertrouwd mee is, is de elektrische gitaar. Zijn stijl van spelen is bepaald door jarenlange jazz- en klassieke muziekstudies, alsmede door zijn werk in het newage- en rockgenre. Summers' gitaarspel heeft de rol van de gitarist in een rock-groep een heel nieuwe dimensie gegeven. Hij put bewust uit zoveel mogelijk muzikale stijlen en invloeden, maar tracht tegelijkertijd af te rekenen met de conventionele opvatting dat een ritme-sectie alleen voor de achtergrond voor de solo-gitaar moet zorgen. Summers experimenteerde al vroeg met de Roland-gitaarsynthesizer en was een van de eerste belangrijke gitaristen die op het podium gebruik maakte van MIDI-effecten.

## Levensloop
Gedurende zijn jeugd was hij geobsedeerd door piano- en gitaarspelen. Op zijn elfde kreeg Summers van zijn oom Jim een gitaar cadeau. In 1959 ging hij van school om in een muziekwinkel te gaan werken. Als 16-jarige gaf Summers zijn eerste publieke optreden in de Blue Note Jazz Club in Bournemouth, waar hij tussen de hoofdartiesten mocht spelen. In deze club ontmoette hij Zoot Money, een hammondorganist met wie hij nog op school had gezeten. Om aan geld te komen speelde Summers in hotels aan de kust, waaronder een hotel in Bournemouth waar hij dagelijks optrad. Deze baan droeg hij voor zijn afscheid naar Londen over aan zijn vriend Robert Fripp, met wie hij later de albums I Advance Masked (1982) en Bewitched (1984) uitbracht.
In het vroege najaar van 1961 formeerde Zoot Money de Zoot Money's Big Roll Band. Enige tijd later besloot Summers om op zijn negentiende, samen met Money naar Londen te gaan. De spellingswijze van zijn achternaam zou hij nadien veranderen van Somers in Summers. In 1963 kreeg Money een baan in Londen bij Alexis Korner. Beide muzikanten reformeerden in 1964 Zoot Money's Big Roll Band, waarmee ze het huisbandje in 'The Flamingo' werden. De albums: It Should Have Been Me (1965), Zoot! Live at Klook's Kleek (1966) en Transition (1968) verschenen achtereenvolgens. De groep had één hit: Big Time Operator (1966). De naam van de groep veranderde in 1967 in Dantalion's Chariot. Ze maakte psychedelische muziek en brachten het album Chariot Rising (1967) uit, maar hun singles en albums bleven onverkocht, ondanks de vele liveoptredens in de UK. Het einde van de band werd ingeluid door een auto-ongeval waarbij Summers lichtgewond werd. Hij speelde vanaf mei 1968 bij de groep Soft Machine, maar verliet die na een drie maanden durende tournee.
Hij kwam in juli 1968 samen met Money terug bij The Animals. Een tournee van deze The New Animals volgde. Ook maakte Eric Burdon and The Animals in de bezetting met onder meer Summers en Money het album Love Is (1968). Omdat Eric Burdon acteur wilde worden gaven Eric Burdon and The Animals in 1968 het laatste optreden. Summers huwde de Californische zangeres Robin Lane in 1968 en legde zich gedurende drie jaar toe op de studie klassieke gitaar aan de California State University - Northridge. Om aan geld te komen gaf hij ook zelf les. Zijn huwelijk liep in 1970 op de klippen. In 1973 keerde Summers met zijn nieuwe vriendin, de Amerikaanse psychologe Kate Lunken, terug naar het Verenigd Koninkrijk en trouwde haar. Ze scheidden in 1981, maar hertrouwden in 1985. Hij is vader van een dochter en twee zoons.
In de jaren zeventig werkte Summers live en in de studio samen met muzikanten als Tim Rose, Neil Sedaka, David Essex, Jon Lord, Kevin Coyne en Kevin Ayers. In 1975 werd Summers genoemd als mogelijke opvolger van Mick Taylor bij de The Rolling Stones. Op 26 oktober 1975 nam Summers Mike Oldfields rol als gitarist in diens voor orkest gearrangeerde Tubular Bells. In het voorprogramma speelde Sting met zijn band Last Exit. Andy Summers speelde met Kevin Coyne op de albums Matching Head And Feet (1975), In Living Black And White (1976) en Heartburn (1976). Ook toerde hij in 1975-1976 met de Kevin Coyne Band door Europa, met liveoptredens in Nederland, waaronder op het Pinkpop festival in Geleen, op 19 mei 1975. Vervolgens werd Summers in 1976-1977 gitarist in de Kevin Ayers Band, waarmee hij wederom door Europa (Nederland) toerde. Voorjaar 1977 lukte het Mike Howlett hem bij Strontium 90 te krijgen. Door deze formatie kwam Summers in contact met Sting en Stewart Copeland, wat voor Summers resulteerde in deelname aan The Police in 1977. Summers verving de oorspronkelijke gitarist van The Police: Henry Padovani.
Sinds 1981 neemt Summers overwegend instrumentale albums op onder eigen naam. In 2017 verscheen zijn soloalbum Triboluminescence. De Harmonics of the Night tour ter promotie van dit album begon in het Musical Instrument Museum in Phoenix, Arizona, VS, op 27 maart 2018. Tussen 1982 en 2017 bracht Summers veertien soloalbums en acht albums in samenwerking met andere muzikanten uit, onder wie Robert Fripp, John Etheridge, Benjamin Verdery, Victor Biglione, Roberto Menescal en Fernanda Takai. Ook componeert hij sinds 1984 filmmuziek; onder andere voor Down and Out in Beverly Hills en Weekend at Bernie's. In 2006 bracht Andy Summers zijn autobiografie One Train Later uit. De documentaire Can't Stand Losing You: Surviving The Police (2012) van regisseurs Lauren Lazin en Andy Grieve is gebaseerd op de memoires van de gitarist. Nadat The Police in 1986 ermee ophield, trad Summers met verschillende muzikanten geregeld in Nederland op: op het North Sea Jazz Festival in 1989, 1990, 1991 en 1996, de Beurs van Berlage in 1994, de Melkweg in 1998, 2001 en 2012, het Cultuurpodium Boerderij in 2001 en 2004, de Amsterdam Arena (met The Police) in 2007 en het Bimhuis in 2012. Tijdens het Amsterdam Electric Guitar Heaven-festival in het Muziekgebouw aan 't IJ speelde Summers op 12 december 2012 met Jan Akkerman. In 2013 en 2014 was hij samen met zanger/bassist Rob Giles en drumster Emmanuelle Caplette actief in de nieuw opgerichte band Circa Zero. Circa Zero bracht in 2014 het album Circus Hero uit. Summers houdt zich sinds begin jaren '80 bezig met schrijven, optreden, acteren, (film)muziek maken en het exposeren van zijn foto's over de hele wereld. Fotoboeken van Summers zijn: Throb (1983), Light Strings (2004), I'll Be Watching You: Inside The Police 1980-83 (2007), Desirer Walks The Streets (2009), The Bones of Chuang Tzu (2018) , A Certain Strangeness (2019), en A Series of Glances (2023).
Op 6 juni 2019 opende Andy Summers zijn fototentoonstelling A Certain Strangeness in het Bonnefantenmuseum in Maastricht. Ook was een deel van zijn foto's te zien tijdens de 50e editie van Pinkpop, in het Bonnefanten Pinkpop-up Museum. Een dag later trad Summers op in het Theater Heerlen, waarbij hij zijn muziek op gitaar combineerde met zijn foto's, die gelijktijdig geprojecteerd werden op een groot scherm. Op 8 juni 2019 bezocht hij zijn eigen foto-expositie Let's Get Weird op Pinkpop.

## Andy Summers Tribute Telecaster
Summers' favoriete gitaar is de Fender Telecaster. In 2007 bracht Fender een 'Andy Summers Tribute Telecaster' uit waarvan maar 250 stuks werden gemaakt. De gitaar is uitgerust met een ingebouwde voorversterker, een '63 Custom Tele Singlecoil en een '56 Seymour Duncan Humbucker. Ze heeft een tweedelige body en een toets met 21 vintage-frets. Ze heeft, naast een keuzeschakelaar voor de pickups, drie regelaars: een volume- en een toonregelaar voor de pickups, en een volumeregelaar voor ingebouwde voorversterker.